# قوسی‌شاخان
قوسی‌شاخان (نام علمی: Grypoceratidae) نام یک خانواده از راسته ملوانک‌سانان است.